# Manuscritos Econômicos e Filosóficos de 1844
Brasil: Manuscritos econômico e filosóficos / Portugal: Manuscritos económico-filosóficos (em alemão: Ökonomisch-philosophische Manuskripte aus dem Jahre 1844) são uma série de notas escritas entre abril e agosto de 1844 por Karl Marx. Não publicado por Marx durante sua vida, eles foram lançados pela primeira vez em 1932 por pesquisadores da União Soviética.

## Contexto
Os cadernos são uma expressão inicial da análise de Marx da economia, principalmente de Adam Smith, e crítica da filosofia de G. W. F. Hegel. Os cadernos cobrem uma ampla gama de tópicos, incluindo propriedade privada, comunismo e dinheiro. Eles são mais conhecidos por sua expressão inicial do argumento de Marx de que as condições das sociedades industriais modernas resultam no distanciamento (ou alienação) dos trabalhadores assalariados da própria atividade / trabalho de sua vida.
Porque os manuscritos de 1844 mostram o pensamento de Marx no momento da sua gênese precoce, sua publicação, em inglês, até 1959, afetou profundamente a erudição recente sobre Marx e o marxismo, particularmente no que diz respeito à relação do marxismo com o trabalho anterior Ideologia alemã. O jovem Marx tinha sido relativamente ignorado até recentemente, porque seus primeiros trabalhos eram considerados mais "filosóficos" e alguns como não tão "científicos", isto é, "econômicos" como em Das Kapital. No entanto, os marxistas humanistas consideram este livro como um dos textos mais importantes de Marx e crucial para entender todo o seu pensamento, e os marxistas também se referem a ele.
No primeiro manuscrito em que há extensas citações sobre economia de Adam Smith, Marx expõe sua teoria da alienação, que ele adaptou (não sem mudanças) da Essência do cristianismo de Feuerbach (1841). Ele explica como, sob o capitalismo, cada vez mais pessoas confiam no "trabalho" para viver. Isto é, antes que as pessoas pudessem confiar em parte na própria natureza por suas "necessidades naturais"; Na sociedade moderna, se alguém quer comer, é preciso trabalhar: é somente através do dinheiro que se pode sobreviver. Assim, se a alienação do trabalhador consiste em ser um "escravo em relação ao seu objeto", o trabalhador é duplamente alienado: "primeiro, ele recebe um objeto de trabalho, encontrando o trabalho [ele diz:" Finalmente encontrei trabalho e], segundo, ele recebe meios de subsistência. Ele deve, portanto, trabalhar para ter a possibilidade de existir primeiro como trabalhador, e segundo como um sujeito físico. A última gota dessa servidão é apenas sua qualidade como trabalhador que lhe permite continuar a conservar-se como sujeito físico, e é apenas como sujeito físico que ele pode ser um trabalhador ". Em outras palavras, o trabalhador confia no trabalho para ganhar dinheiro para poder viver; Mas ele não vive, ele só sobrevive, como trabalhador. O trabalho é usado apenas para criar mais riqueza, em vez de alcançar o cumprimento da natureza humana.

## Temas
Os "trechos de 1844", também chamados de "manuscritos de Paris", são conhecidos como alguns dos primeiros escritos de Karl Marx sobre filosofia e economia. No entanto, eles só foram publicados na década de 1930 após a Revolução Soviética de 1917 já ter ocorrido. Ele argumenta que o trabalhador está alienado de quatro maneiras:
1. Alienação do produto que ele produz
2. O trabalho torna-se impessoal
3. Alienação da natureza e do eu
4. Alienação de outros seres humanos

### Dinheiro e o homem alienado
Dentro da economia política clássica, os economistas estabelecem teorias que determinam o valor em termos de metais preciosos ou dinheiro, como prata e ouro, custos de produção, quantidade de mão-de-obra integrada em um produto e, do ponto de vista de Marx, processo caótico de demanda e oferta.
O dinheiro foi inventado apenas para superar as dificuldades de troca de mercadorias, já que era e ainda seria difícil trocar 5 laranjas por meio de um cachorro. Daí o dinheiro, como o empirista John Stuart Mill diz, é apenas o meio de troca para ser mais flexível. Para Marx, o problema com o dinheiro consiste no fato de ser um dinheiro substituto se tornar um bem. Não representa o valor de certos ou vários bens; Em vez disso, o valor desses bens é representado por uma certa quantia de dinheiro. Portanto, devido à sua flexibilidade, o dinheiro pode comprar tudo, desde que esteja suficientemente disponível. O mecanismo de troca de mercado alterado e Marx reivindicou a fórmula de princípio de mercado Dinheiro-Mercadoria-Lucro (D-M-D1) em contraste com a fórmula tradicional Mercadoria-Dinheiro-Mercadoria (M-D-M) para ser uma perversão da lógica do mercado. Como Aristóteles, Marx argumenta que o sistema de mercado não serve a mero desejo de troca, mas o objetivo do lucro. Para ganhar lucros, o dinheiro deve ser investido e assim se torna capital, resultando em capitalismo. Marx define o capital como "trabalho acumulado".
Começa o fetichismo do dinheiro. Os homens são avaliados em termos de credibilidade materialista. Isso também se torna um julgamento econômico de sua moralidade. A consequência é que a individualidade e a moralidade humana se tornam um veículo para o dinheiro. Os ideais humanos básicos mudam completamente. O objetivo principal dos homens se move para ganhar o máximo de dinheiro possível, colocando tudo em segundo plano. Isso aumenta a formação e o tamanho das lacunas entre o capitalista e o trabalhador, e dá poder aos que são ricos. Isso também significa que os mais pobres se tornam mais dependentes dos ricos, pois são funcionários do rico. Este é um processo bastante infeliz para os pobres, uma vez que eles têm que vender seu trabalho ao capitalista e, em troca, estão sendo pagos salários. No entanto, o capitalista paga salários menores do que o valor agregado pelo trabalhador. Quando ele traz o produto no mercado, o trabalhador tem que comprar o produto a um preço proporcionalmente maior do que ele pode pagar. Assim, torna-se impossível que os pobres construam capital e, por outro lado, é bastante fácil para o capitalista aumentar o seu. É criada uma situação de dissimulação e subordinação dos pobres.
Desenvolvendo essa ideia mais adiante, a relação de crédito torna-se objeto de comércio de abuso e uso indevido. Alcançando o nível do estado de forma bastante rápida coloca o estado no poder dos financiadores.

### Alienação
Para Marx, a alienação existe principalmente por causa da tirania do dinheiro. Ele se refere à praxis e à produção de Aristóteles, dizendo que a troca de atividade humana envolvida na troca de produtos humanos é a atividade genérica do homem. A existência consciente e autêntica do homem, afirma, é a atividade social e a satisfação social.
Além disso, ele vê a natureza humana na verdadeira vida comum e, se isso não for existido como tal, os homens criam sua natureza humana comum criando sua vida comum. Além disso, ele argumenta de forma semelhante a Aristóteles que a vida comum autêntica não se origina do pensamento, mas da base material, das necessidades e do egoísmo. No entanto, na visão de Marx, a vida deve ser humanamente organizada para permitir uma forma real de vida comum, pois, sob alienação, a interação humana é subordinada a uma relação entre as coisas. Por isso, a consciência sozinha, de longe, não é suficiente.
Relacionando a alienação com a propriedade.
Para satisfazer as necessidades, a propriedade precisa ser trocada, tornando-se equivalente em termos de comércio e capital. Isso é chamado de teoria do valor do trabalho. A propriedade torna-se muito impessoal. É um valor de troca, aumentando o valor real.
A causa da alienação é encontrada no capitalismo com base na propriedade privada dos meios de produção e do dinheiro. O trabalho organizado capitalista explora a classe trabalhadora. É jogado de volta ao nível dos animais, enquanto ao mesmo tempo a classe de capital ganha riqueza.

### Trabalho e trabalho assalariado
Uma vez que nada proveniente da natureza pode entrar no mercado inalterado, o intercâmbio pressupõe o trabalho, especialmente o trabalho assalariado. Marx possui a opinião de que a alienação atinge seu auge, uma vez que o trabalho se torna trabalho assalariado. Um capitalista contrata um trabalhador para poder converter bens de capital em produtos finais. Isso não implica que o produto reflete as necessidades do trabalhador de qualquer maneira, mas ele o produz por processos que são estranhos a ele. Além disso, os salários apenas cobrem os custos de subsistência do trabalhador e sua família. Por isso, o preço do mercado não reflete de modo algum o salário, permitindo concluir que o valor agregado pelo trabalhador não retorna ao trabalhador, mas retorna ao capitalista para aumentar o capital capitalista. Uma pessoa que compra com dinheiro não troca diretamente o produto de seu trabalho. A troca primitiva, por outro lado, apenas troca um excedente de seus próprios produtos, sem trocar dinheiro, mas apenas para satisfazer suas necessidades.
Quanto mais as necessidades variam, quanto mais os trabalhadores tiverem de se especializar, mais alienados se tornarão um para o outro. O que resulta no único objetivo do trabalhador que o leva a trabalhar, é a satisfação de suas necessidades de subsistência, para garantir a mera existência.
Com seu desejo de garantir sua existência, o trabalhador torna-se ainda mais dependente de seu empregador e do produto.
Quanto mais especializado o trabalho humano é menos humano ele é. O trabalho acaba se desenvolvendo para o comércio e parece fazer do homem um autômato. Isso indica e afirma basicamente que a produção faz com que os homens se comportem como máquinas, implicando que o trabalho é completamente alienado do sujeito trabalhista, além de estar alienado de seu objeto. Devido a isso, Marx considera a união do trabalho humano como sua divisão, uma vez que a capacidade produtiva do trabalho cooperativo é função da especialização e da divisão. Ele também denuncia a impossibilidade de auto-realização dos trabalhadores.
Esta divisão do trabalho aumenta com a civilização, o que significa que, com a introdução do dinheiro, o trabalhador não mais troca apenas o seu excedente, mas o produto inteiro por dinheiro.